# Камельзон Володимир Наумович
Володимир Наумович Камельзон (нар. 17 березня 1938 рік , Ташкент, Узбекистан) — тенісист, заслужений тренер України і Росії, майстер спорту СРСР, головний тренер збірних команд Росії та член Правління Федерації тенісу Росії . Станом на 2011 рік пропрацював тренером понад 50 років .

## Біографія
Володимир Камельзон народився в Ташкенті 17 березня 1938 року. Його першими тренерами з тенісу були Вано і Арчила Еллердашвілі - чемпіони Грузії. З 13 років він грав за збірну команду Узбекистану і брав участь в 1956 році в першій Спартакіаді народів СРСР. Входив до складу збірної команди Узбекистану. Під час навчання в університеті став працювати тренером з тенісу Добровільного спортивного товариства «Локомотив». У 1962 році отримав диплом Узбецького Державного інституту фізичної культури і спорту за спеціальністю «спортивні ігри» і став працювати Державним тренером Союзу спортивних товариств і організацій Узбекистану. Потім перейшов на роботу старшого тренера Республіканської юнацької школи вищої спортивної майстерності. Володимир Камельзон працював тренером збірних команд України, Узбекистану, СРСР, Росії. Здійснює керівництво Дитячої тенісної спортивною школою «Білокам'яна»  . Протягом 3 років працював тренером в США . З 2007 року - академік Міжнародної Академії Інформатизації при ООН .

## Відомі учні
Серед учнів Володимира Камельзон: майстер спорту СРСР Равіль Сулейманов, заслужений майстер спорту СРСР, тренер з тенісу Олена Єлисеєнко, заслужений майстер спорту СРСР і чемпіонка Вімблдон у віці до 18 років Марина Крошина, заслужений тренер України Ольга Бабій, майстер спорту СРСР міжнародного класу Олександр Коляскин, капітан команди Кубка Девіса і Кубка Федерацій Яків Рибальський, директор дитячої тенісної школи Національного тенісного центру Ізраїлю Ігор Гіпш , тенісист Юрій Фільов  .